# Palazzo Madama
A Palazzo Madama egy történelmi épület Rómában. A tizenötödik században a firenzei Medici-család építtette. Nevét Habsburg Margitról, V. Károly német-római császár lányáról kapta, akit az osztrák madamaként ismertek, s aki férje, Alessandro de’ Medici halála után ott lakott.
Ma az olasz állam tulajdonában van, a köztársasági szenátus székhelye; A metonímia révén a Palazzo Madama kifejezés az újságírói és a köznapi nyelvben az olasz szenátus szinonimájává vált.

## Története

### A palota eredete

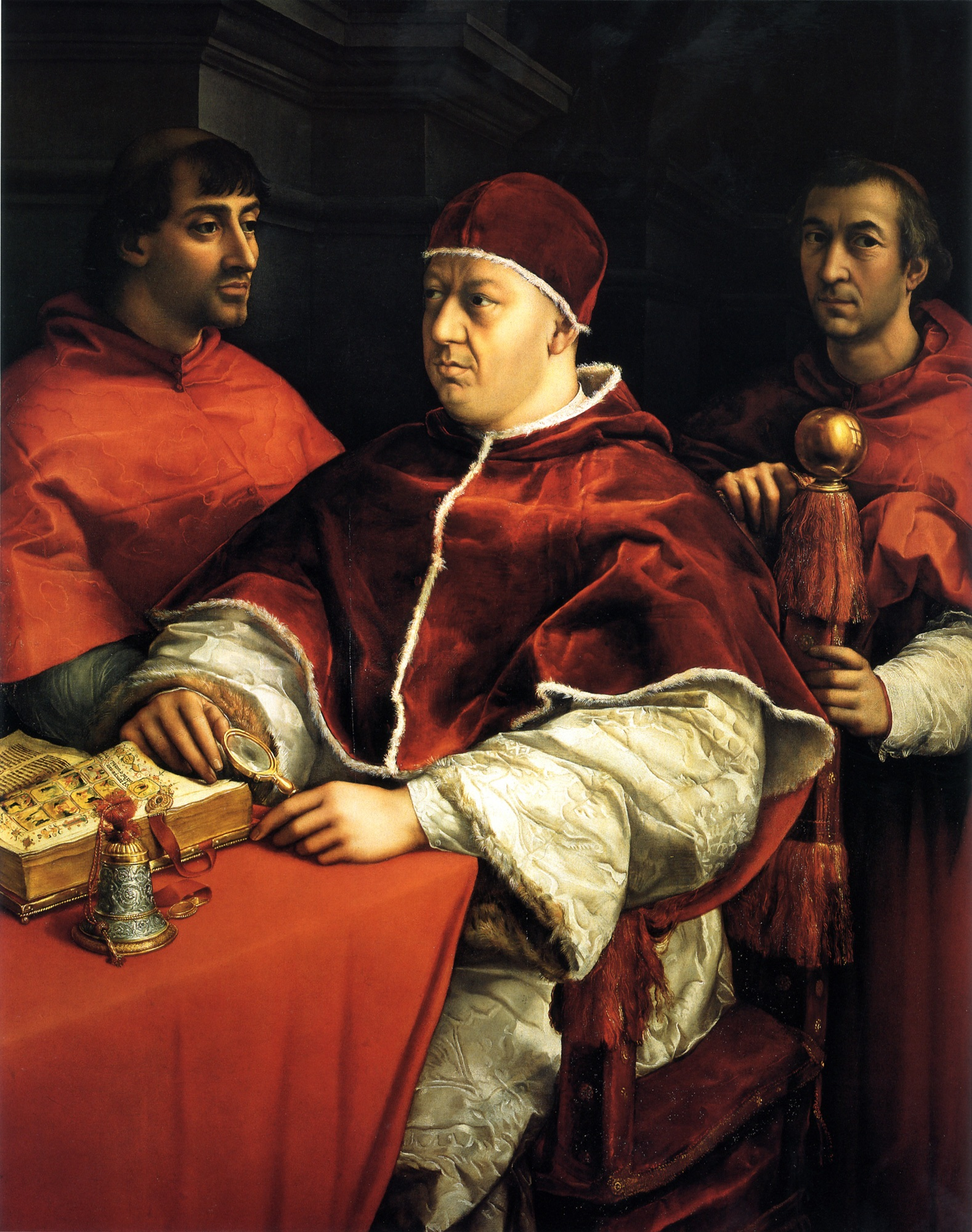
Raffaello: X. Leó pápa portréja unokatestvéreivel, Giulio de' Medici és Luigi de' Rossi bíborosokkal, Uffizi Képtár, Firenze

A szenátus székhelyének története a tizenötödik század végén, IV. Szixtusz pápasága alatt kezdődik. A föld, amelyen a Palazzo Madama áll, a szomszédos Piazza Navona területével csaknem öt évszázadon át a Farfa-apátság bencés szerzeteseihez tartozott, így az azonos nevű térnek a Piazza Longobarda eredeti nevét adta. Ez utóbbi 1479-ben átengedte a francia uralkodónak, aki viszont kincstárnokának, Chiusi püspökének, Sinulfo Ottieri Castell'Ottierinek adományozta a Crescenzi-torony és az Alessandro-fürdő közötti terület egy részét. Ez alkotta a palota eredeti magját, amely 1503 januárjában végrendeletileg visszakerült Sinulfo testvéréhez, Guidone Montorio grófjához, aki először bérbe adta, majd Giovanni de' Medicinek adta el, aki később X. Leó pápa lett.

### A tizenhatodik századi mag és a reneszánsz cenákulum
A palota a Medici-család birtokába került, amikor Giovanni de' Medici bíboros, Lorenzo de’ Medici fia, a leendő X. Leó pápa, aki korábban bérelte, 1505-ben részletre megvásárolta, és megbízta Giuliano da Sangallót fontos restaurálásával.
Miután a Medici-családot kiűzték Firenzéből, Giovanni, immár X. Leóként, a befolyásos család római székhelyévé tette, amely kiterjesztette jelenlétét az egész kerületre, „lehetősége volt a Piazza del Popolo ellensúlyozására és a Della Rovere-templom egy még fontosabb és dicsőbb Medici-központtal". A család firenzei könyvtárából megmaradt anyagok átadásával az épület a humanista kultúra terjesztésének egyik központjává is vált.
Miután – nyomasztó tartozásai miatt – sógornőjének, Alfonsina Orsininak eladta, X. Leó 1519-ben, a hölgy halálakor örökségként visszakapta. X. Leó halálakor, 1521-ben a Palazzo Madamát unokatestvéréhez, Giulio de' Medicihez rendelték, aki serdülőkorában ott élt, és aki később VII. Kelemen néven pápa lett. Ugyancsak ebben az időszakban a palota adott otthont a Medici-család második száműzetésének 1527 és 1530 között.
A palota nevét Habsburg Margit parmai hercegnének, V. Károly természetes lányának és Alessandro de’ Medici herceg feleségének köszönheti, aki 1537-ben megözvegyült, második házasságában feleségül ment Ottavio Farneséhez, és hosszú ideig a palotában maradt, amely róla kapta mai nevét. Az úgynevezett „struccos” terem kazettás mennyezetére egy középen struccal ékesített pajzs Margheritától származik, amelyben az „Autriche” (Ausztria) „autruche” (strucc) szavak közötti szójátékot kellett volna kiolvasni, a palota spanyol–osztrák befolyási övezetbe kerülésének jelképe. A tizenhetedik században a szokásos nemesi Medici-címer került a strucc fölé egy későbbi kiegészítéssel, amely a nyak köré kötött szalaggal köti össze.
Amikor a Madama az Egyesült tartományok kormányzói székébe távozott, a rezidenciát több bíboros is bérelte. A palota végül visszakerült a Medici-ház tulajdonosához, I. Ferdinánd toszkánai nagyherceghez, aki néhány évig bíborosként élt ott: amikor elment, hogy átvegye a firenzei nagyhercegséget, közeli munkatársára, Francesco Maria Bourbon del Monte Santa Maria bíborosra hagyta, aki – a bourbon-navarrai ággal való rokonsága miatt – a pápai diplomácia franciabarát frakciójához tartozott. A nagyherceggel folytatott levelezéséből kiderül, hogy a palota rossz állapotban volt, de ez nem akadályozta meg Del Monte bíborost abban, hogy „zenei öltözőt” tartson, amelyben „ a lantost szerette volna. Caravaggio Muzsikusok című képe mellé helyezni.

### A tizenhetedik századi berendezkedés és nemesi rendeltetése vége
1635-ben Niccolini toszkán nagykövet rávette Carlo di Ferdinando de' Medicit, hogy ne adja el a palotát, hanem folytassa a további felújításokat: a Paolo Maruscelli által tervezett és 1642-ben elkészült barokk homlokzat vette át a helyét az előző aszimmetrikus oromfal. Több mint száz oroszlánforma látható rajta (beleértve a nemeai oroszlán bejárati kapujára faragott bőrét is, amely a herculesi mítoszra emlékeztet, és Omphale arcához illik, akinek fonatai egy ablakot vesznek körül: ez a tirrén mitikus őse. Tenger, amelyre a Mediciek családfájukat vezették vissza). A belső teret a toszkán Romano Monanni irányításával díszített mennyezetekkel és frízekkel gazdagították.
A tizenhetedik században, miután Giovan Carlo de' Medici bíboros rezidenciája volt, az épületben működött a Firenzei Akadémia a Rómában, amelyet 1673-ban III. Cosimo nagyherceg alapított: Ciro Ferri és Ercole Ferrata vezetésével ők képezték magukat ott többek között „Giovan Battista Foggini és Massimiliano Soldani Benzi, római eredetű újdonságokat importálva a firenzei művészetek nyelvébe”. A bővítés és feldíszítés ellenére a Mediciek már nem éltek a palotában egészen 1725-ig, amikor a bajor Violante Beatrice, Gian Gastone nagyherceg sógornője haláláig ott lakott. A Palazzo Madama ezután a táncok és mulatságok színházaként, valamint az Accademia dei Quirini székhelyeként új virágzásnak örvendett.

### Pápai használata

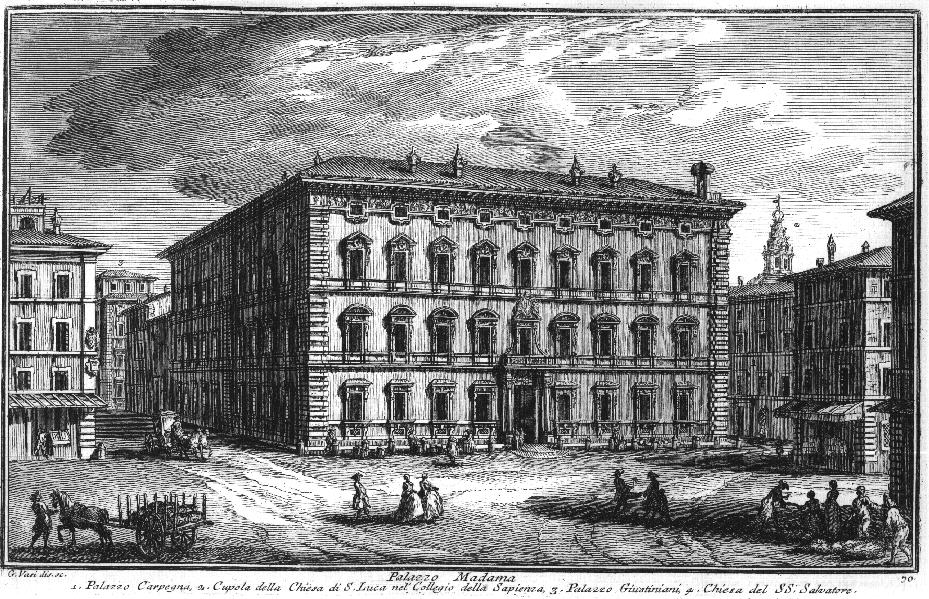
A Palazzo Madama a 18. században

1737-ben, Gian Gastone halálakor a Toszkánai Nagyhercegség, és vele együtt a Palazzo Madama is a Mediciektől a Lorenákhoz került.
1755-ben a palotát megvásárolta XIV. Benedek pápa (akinek címere ma is a főbejárat felett látható), és így a pápai állam nyilvános palotája lett. Az épület jelentős felújításon esett át: megnyitották a második udvart, és Luigi Hostini újratervezte a Piazza Madamát. A következő években többek között a római kormányzó büntetőbírósága irodáinak és a rendőrség főhadiszállásának a kiépítése is helyet kapott: ezért vette fel abban az időszakban az „új kormányépület” nevet."
Talán éppen erre az adminisztratív felhasználásra szolgált – ahelyett, hogy visszatérjen a bár kitartó frankofil hivatáshoz (a palota a San Luigi dei Francesi szigeten található, amely az eredetileg Farfa apátjai tulajdonában lévő föld magja) volt – a Palazzo Madama. az 1798–1799-es Római Köztársaság központi irodájának adott otthont.
1849-ben IX. Piusz pápa odaköltöztette a Pénzügy- és Államadósság-minisztériumot (a lottóigazgatósággal együtt: a számsorolás 1850. január 26-tól a külső loggián történt), valamint a Pápai Postát. Ebből az alkalomból különféle helyreállítási munkálatok zajlottak, és 1853 februárjában megtartották az új hivatalok avatóünnepségét.

### A szenátorok székhelye
A pápai állam története most a végéhez közeledett, és valamivel kevesebb mint húsz évvel később a Palazzo adott otthont az Olasz Királyság Szenátusának: az 1871 februárjában hozott döntést alig több mint egy évvel. a Porta Pia jogsértés után vették használatba (a Királyság Szenátusa 1871. november 28-án ülésezett először) kiterjedt átalakítási munkálatok után, amelyek eredményeként Luigi Gabet mérnök terve alapján a pápai posta udvarának terébe került a terem. Figyelemre méltóak a Giovanni Barracco szenátor megbízásából készült munkák: a Szenátusi Könyvtár 1890-ben egy Gaetano Koch építész által tervezett épületben volt (ugyanaz, aki a római Banca d' Italia épületét is tervezte)".
A 19. század és a 20. század első húsz éve között először bezárták, kisajátították a 6. századi San Salvatore in Thermis templomot, amely az utcában állt az épülettől balra. később pedig biztonsági okokból a földdel egyenlővé tették. : a rendőrség úgy vélte, hogy felhasználható a Szenátus elleni esetleges támadásra. A benne található freskók egy része beépült a palotába, amely a 19. század végén más művészi tartalommal is gazdagodott, mint például a Cesare Maccari által kifestett helyiség esetében.

### Huszadik századi felújítások
A Palazzo Madama és a szomszédos épületek a 20. század első harminc évében további felújításokon és átalakításokon estek át, amelyek többek között az ülésterem korszerűsítését, a via del Salvatore és a via della Dogana Vecchia teljes rekonstrukcióját, valamint egy összekötő korpusz felépítését jelentette. a szomszédos Palazzo Carpegna mellett. Ez utóbbi (amely nem tévesztendő össze a Palazzo Carpegnával, amely az Accademia di San Lucának ad otthont) a szenátushoz került, és az eredeti állapothoz képest teljesen újjáépítették, lebontva az összekötő felüljárót is. a sapienzai palotával.

## Leírása
A Palazzo Madamát szabálytalan alaprajz jellemzi, amely ötszögre emlékeztet, oldalai azonban nagyon eltérőek.

### Földszint
A corso Rinascimento főbejárata a Cortile d'Onoréhoz vezet, téglalap alakú, közepén Emilio Greco Grande figura accoccolata című bronzszobra 1971-ből. A jelenlegi márványpadló az eredeti travertinből készült padlót váltotta fel, míg a karzatot alkotó hat oszlop X. Leó idejéből származó eredeti szerkezetre nyúlik vissza. A karzattól balra a Scala d'onore emelkedik. A másik lépcsőházat, amely a San Luigi dei Francesi bejárata felől közelíthető meg, egy 16. századi, aranyozott famennyezet uralja, amelyen a Medici-címer és a tengeri istenségek ábrázolása látható. A mennyezetet 1931-ben helyezték el a lépcsőház fölé.

### Első emelet
Az első emeleten különböző helyiségek találhatók:
- A Buvette
- A balusztrádos előszoba
- A Cavour-terem
- A Maccari-terem
- Az Olaszország-terem
- A Risorgimento-terem
- A Strucc-terem
- Az aláírás csarnoka
- A Marconi-terem
- A plakátok csarnoka
- A Pannini terem
- Az aula

#### Törvényhozó kamara

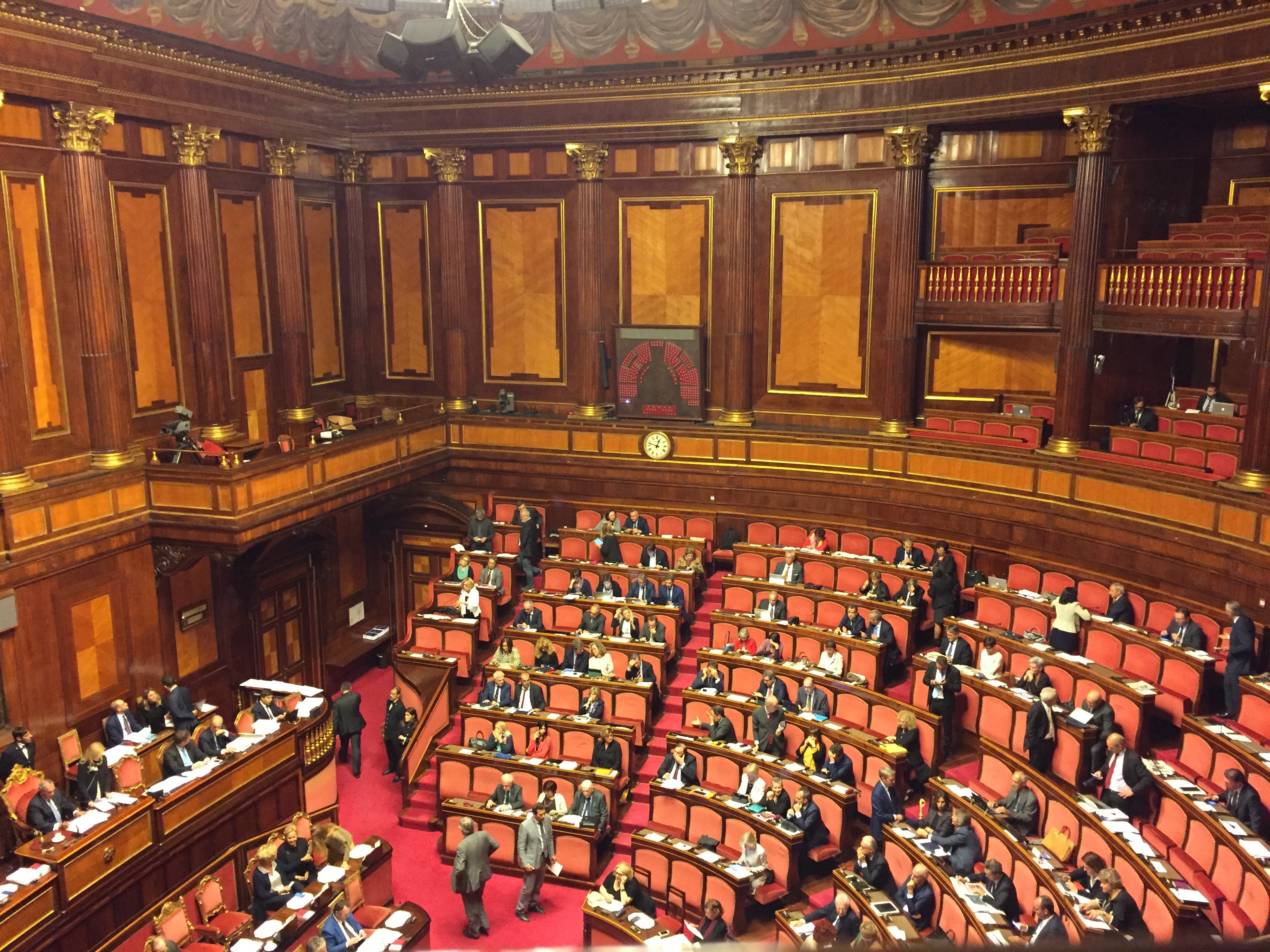
A Palazzo Madama ülésterme

A törvényhozó terem egy vörös színnel tapétazott helyiség (amikor korábban különböző okok miatt kék volt, mindez a Savoyai-ház zászlójának színeihez kötődött): a pápai korszak előző udvarához képest magasan helyezkedik el. és így elővigyázatosságból az 1870-es Tiberis-árvíz után épült.
A Szenátus elnöki posztja mögött két téglalap alakú táblán két felirat található: az egyik az 1946-os népszavazást követő köztársaság kikiáltását említi; a másikon azok a szavak szerepelnek, amelyekkel II. Viktor Emánuel olasz király megemlékezett Olaszország egyesülésének kikiáltásáról.
A kupola mennyezetét gipszre festett szövet borítja, a neo-tizenhatodik századi groteszk technika szerint: Velario néven négy jogtudor képmásával, a négy polgári erénnyel és az egyesülés előtti királyságok négy fővárosával ellátott medalionokat tartalmaz.

#### Sala Cavour
Az ókori udvarház típusára épített mennyezet közepén egy ovális szemüreget helyeztek el Giambattista Pittoni (1687–1767) Bacchus és Ariadné című festményével. A terem az üléseken részt vevő kormánytagok rendelkezésére áll, és időnként a Minisztertanács ülésére is sor kerül.

#### Sala Maccari

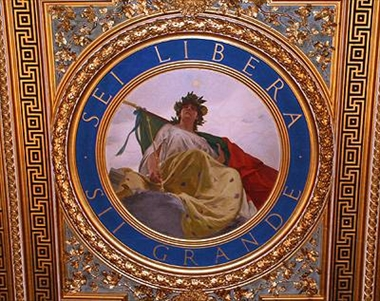
Olaszország allegóriája, C. Maccari (1882–90) freskóján

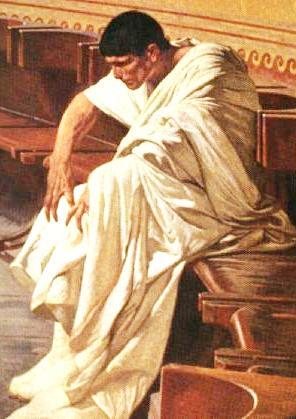
Catilina Cesare Maccari freskóján

A terem – amelyet a damaszt falak színéről „sárga szobaként” is ismernek – Cesare Maccariról kapta a nevét, aki az Oktatási Minisztérium által 1880-ban kiírt pályázat megnyerése után díszítette. A dekoráció a mennyezetet négy allegorikus figura formájában érinti a központi motívum körül, amely a diadalmas Itália megszemélyesítését ábrázolja. A négy medalion kifejezetten a kereskedelmet és a mezőgazdaságot (Ipar), a fegyvereket, a tudományt és a művészetet képviseli. Az allegóriákat meztelen fiúk és lányok formájában ábrázolják.
A falakat a plafonnal összekötő frízt Machiavelli és Guicciardini két mondata keretezi.
A falakon ehelyett az ókori Róma szenátusának öt híres epizódja látható. A jobb oldali első freskó közvetlenül a belépés után azt ábrázolja, hogy Appius Claudiust a szenátus elé vezették, hogy felszólítsa a rómaiakat, hogy ne fogadják el Cinea, I. Pürrhosz épeiroszi király nagykövete által felajánlott békefeltételeket. Az öreg Appio testsúlyának, széles és súlyos fáradtságának kifejezését szeretettel ragadja meg; a nagykövet alakja a szemlélet helyességének és nemességének köszönhetően látható. A két kisebb festmény a bejárat felőli falon, amelyet egy nagy ablak választ el egymástól, az egyik Papirio Gallo szenátort ábrázolja, aki szenvtelen volt a Rómát megszálló kelták előtt, a másik pedig a szamniták megvesztegetési kísérletét Curio Dentato ellen, hogy meggyőzze a rómaiakat a békéről.
A harmadik freskó a Római Szenátust ábrázolja abban a pillanatban, amikor Cicero felháborodottan, Catilina felé kinyújtott karral a híres Quousque tandemben kitör. Catilina, aki a kép első emeletén álló bódéjában ülve lehajtja a fejét, és kezeivel görcsösen szorítja jobb lábát, mindenki elhagyta.
Az utolsó freskó Attilio Regolót ábrázolja abból a célból, hogy tanácsot adjon a Római Szenátusnak a Karthágó elleni ellenállásról, amely a visszatérés ígéretével a béke híveként és meggyőzőjévé küldte hazájába. A szenátus hallgat, a tömeg csodálja, Regulus családja könyörög, hogy törje meg adott esküjét, és ne térjen vissza Karthágóba, vakító kék az ég, amely a naplemente felé görbül, a római paloták hátterében, a haldokló fénytől körülvéve. a Nap.

#### Buvette
A Palazzo Madama buvette egy nagy terem, amelyet 1931-ből származó világos stukkós frízekkel és figurákkal díszített boltozat jellemez.
A sala egyik falán a firenzei Uffizi 16. századi Medici-kárpitja látható. Szemben van a bárpulttal, amelyen Vincenzo Gemito kis szobra áll, amely szökőkútként szolgál. A másik két falat Luciano Ventrone két csendélete gazdagítja: a La Pausa ( 2002 ) és az Odüsszeusz visszatér (2002).

#### Olaszország-terem
Ez egy reprezentatív funkciókra használt nagy terem, amelyet az 1930-as évek elején egy válaszfal lebontásával alakítottak ki, modern stílusú kazettás mennyezettel.
A tizenhetedik századi fríznek a buvette felé néző részén a kerubok és az oroszlánok figurái dominálnak; a másikban viszont női alakok vannak. A termet hat történelmi freskó gazdagítja.
2003 augusztusában került a terembe Giuliano Vangi 2,35 méter magas fából készült olasz szobra, amely egy női alakot ábrázol, elefántcsont fonatokkal és szemekkel; a Palazzo Giustinianiba helyezték át. Ugyanebből az évből származik Piero Guccione Il nero e l'azzurro tengeri tájképe a szoba egyik rövid falán.

#### Strucc terem
Abban különbözik a többitől, hogy az aranyozott fakazettás mennyezetben nem helyettesíti a szokásos Medici-frízt, struccsl: a 16. századi állat igába van kötve, nyakába szalaggal, a pajzsra. A 17. században bővített Medici-család.
Valószínűleg Osztrák Margit tiszteletére választották az „Autriche” (Ausztria) és az „autruche” (strucc) francia szójátékaként. Az is lehetséges, hogy ezt az állatot a gyorsaság és az elsőbbség, azaz a szilárdság és az erő heraldikai szimbólumaként választották. Az azonban biztos, hogy a struccot olyan szereplő választotta, aki nem viselt vallási tisztségeket, tekintettel az állat fején húzódó koronára, amely a császártól való származást idézi.
A falakra Mauro Reggio két Róma képe látható: az egyik a Marcellus Színház, a másik pedig a Piazza del Popolo ikertemploma. Itt található a huszadik századi festő, Corrado Cagli festménye is, amely az Etna kitörését ábrázolja, valamint egy tizenhetedik századi kárpit, amely gyermekes nőt ábrázol.

## Tizenhatodik századi földvita
Medici Katalin francia királyné gyermekkorában csak néhány évig élt ott: mivel X. Leó Nagy Lorenzo két élő ferfiutódjára hagyta az örökségét, Caterina tudomásul vette, amikor 1533-ban aláírta „az apai vagyonról való hivatalos lemondását féltestvére, Alessandro javára”.
Ehelyett Alessandro halála után Caterina visszavonta féltestvére vagyonáról való lemondását, és csak 1560-ban kötötte meg az első „megállapodást” Osztrák Margittal: a francia királynét elismerték tulajdonosként, aki Ottavio Farnese feleségének adta a haszonélvezetet. „De a történet csak egy évvel az utóbbi halála után ért véget, amikor az örökös, Alessandro Farnese 1587-ben lemondott a Mediciek római rezidenciájára vonatkozó minden igényéről”.
Egy év elteltével azonban „az I. Ferdinánd toszkánai nagyherceg és Lotharingiai Krisztina, Katalin unokahúga közötti házassági fejezetekben az előbbi megszerezte a még az utóbbi tulajdonában lévő családi vagyon átruházását, különös tekintettel a Palazzo Madamára”. (1588)
A francia utazók körében a Medici Katalinnal az épület tulajdonjogáról folytatott vita szülte azt a legendát, hogy a Madama név rá utal.

## A tömegkultúrában

### Két pár Madama
A népi képzeletben két (két évszázadon belül élt) nő története, akikről a Palazzo Madama a nevét kapta, összefonódik és zavaros, de fennáll a veszélye annak, hogy a zűrzavar még hangsúlyosabbá válik, ha diakronikus perspektívából nézzük a kérdést, amikor még egy harmadik is. előbukkan és egy negyedik.
Valójában az Olasz Királyság Szenátusa a római palota előtt Torinóban adott otthont, a szintén Madama nevet viselő palotában ; ez néha elhitette, hogy a két város egyetlen „Madam”-je létezik. Valójában különálló figurákról van szó, akik mélyen különböző korszakokat és valóságokat testesítenek meg.
Rómában az első Madame Ausztriai Margit volt, ami a 16. századi reneszánszra, valamint a pápasággal és a birodalommal való kapcsolatokra emlékeztet. A második római madame a bajor Violante Beatrice volt, a Medici család utolsó tulajdonosa, és tipikus tizennyolcadik századi karakter, aki az írók és a művészek védelmezője volt.
Másrészt az első torinói Madame a Bourbon-Franciaországi Maria Cristina volt, aki azt az időszakot testesíti meg, amikor a XVII. század közepén Savoyai hercegség a francia külpolitika vonzáskörébe került. Szintén a tizenhetedik században a második torinói királyi madame, Maria Giovanna Battista Savoy-Nemours- i hercegség kormányzóságát hajtotta végre: a második római madame-mel együtt azonban határozottan hajlamos volt a pártfogásra, ami 1716–1718 között, a torinói épület homlokzatának átdolgozása Filippo Juvarra által.

### „Jön a Madama”
Az épület (mint a rendőrség és a vámigazgatás székhelye) pápai adminisztratív használatából származik a „la madama” nyelvjárási kifejezés, amelyet ma is a közrendvédelmi erők meghatározására használnak.
Bár különösen Rómában használják, a kifejezés egész Olaszországban jelen van. Minden effektushoz hozzátartozik a műfajirodalom rendőrségi metonímiájára használt szleng: ezt bizonyítja a külföldi könyvcímek olasz fordításában, de olyan klasszikusokban is, mint a háborúban megfáradt Teresa Batista.

## Fordítás
- Ez a szócikk részben vagy egészben  a   Palazzo Madama (Roma) című olasz Wikipédia-szócikk ezen változatának fordításán alapul.  Az eredeti cikk szerkesztőit annak laptörténete sorolja fel. Ez a jelzés csupán a megfogalmazás eredetét és a szerzői jogokat jelzi, nem szolgál a cikkben szereplő információk forrásmegjelöléseként.